# Анишино (Вологодская область)
Анишино — деревня в Чагодощенском районе Вологодской области. Административный центр Лукинского сельского поселения.
С точки зрения административно-территориального деления — центр Лукинского сельсовета.
Расстояние по автодороге до районного центра Чагоды — 41 км. Ближайшие населённые пункты — Григорьево, Красная Горка, Лукинское.
По переписи 2002 года население — 321 человек (160 мужчин, 161 женщина). Преобладающая национальность — русские (98 %).